# Синешапочный амазон
Синешапочный амазон (лат. Amazona finschi) — птица семейства попугаевых. Научное название вида дано в честь немецкого орнитолога и исследователя Отто Финша (1839—1917).

## Внешний вид
Длина тела 33—34 см. Оперение зелёное. Грудь лимонная, лоб и передняя часть головы фиолетово-коричневые. Голова с голубым оттенком. Затылок и края шеи — голубые. Второстепенные маховые сине-фиолетовые, на первых пяти имеется красное «зеркало». Клюв жёлто-костного цвета. Окологлазные кольца серые. Радужка оранжевая. Лапы серые.

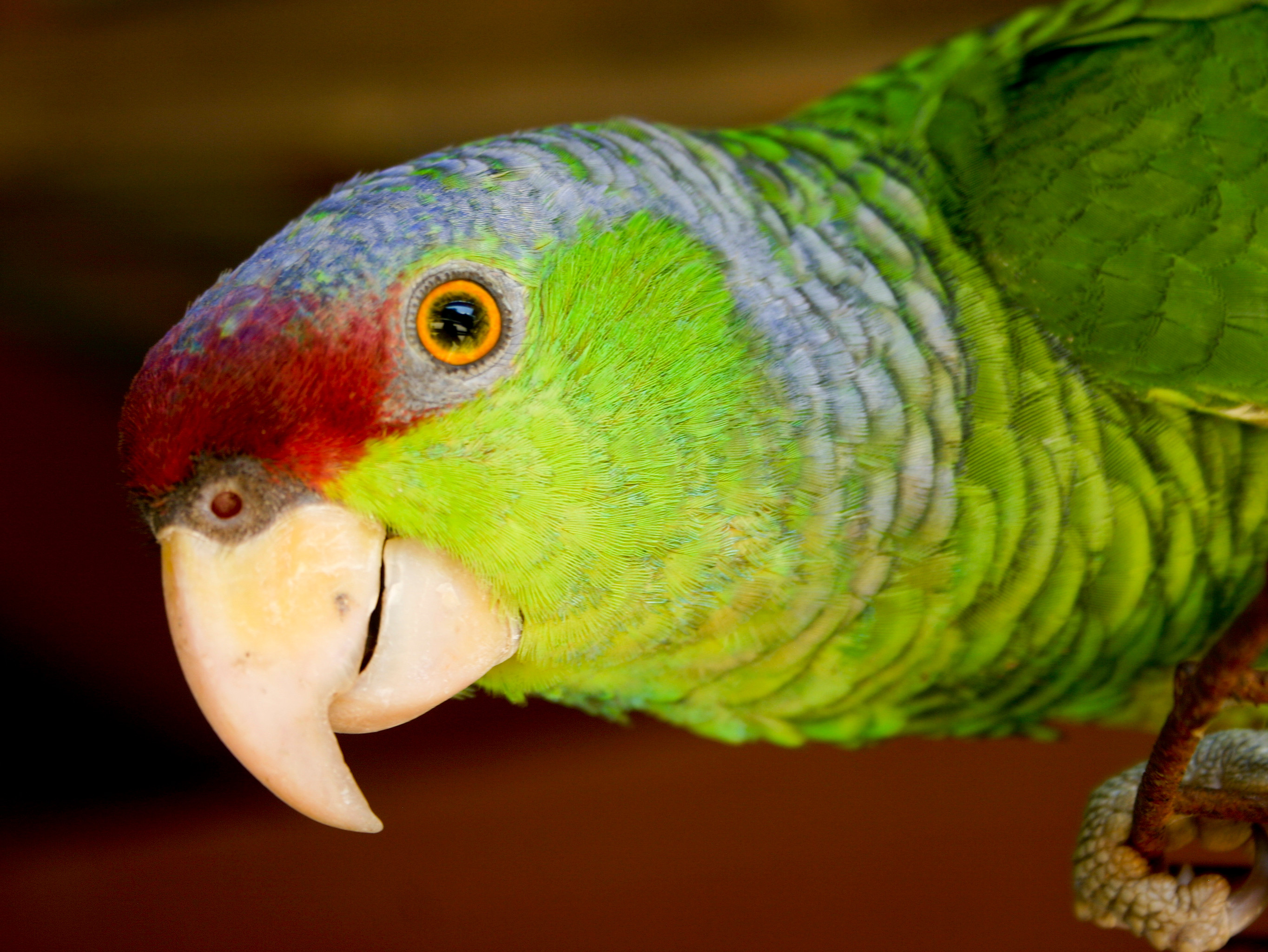

## Распространение
Обитает на западе Мексики.

## Образ жизни

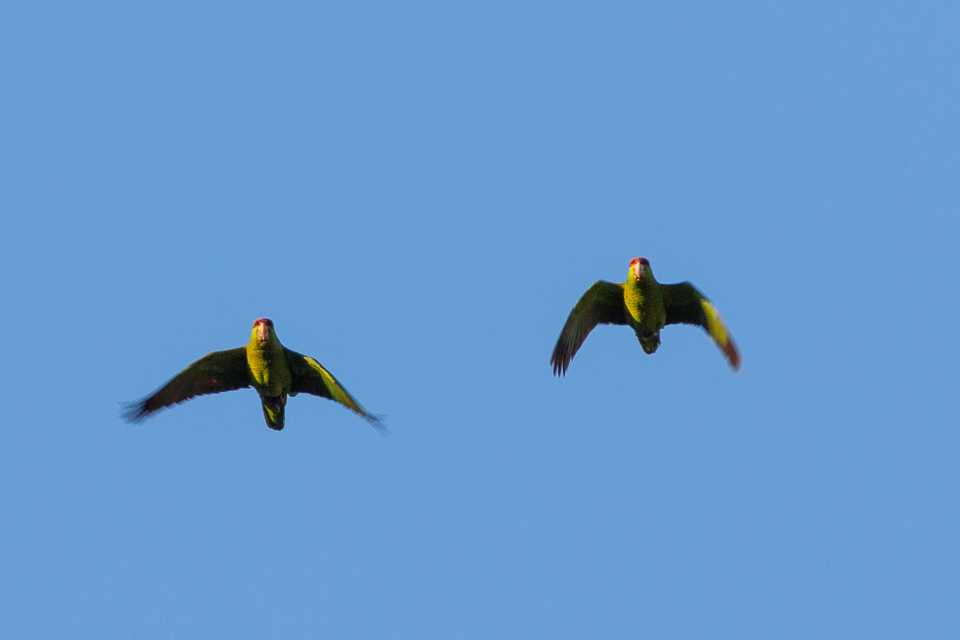
Две особи в полёте

Населяют влажные тропические сельвы, хвойные и дубовые леса до высоты 2200 м над уровнем моря. В брачный период живут преимущественно парами или небольшими группами. В остальное время собираются в большие стаи — от 200 до 300 птиц. Питаются семенами, плодами, ягодами, орехами и почками. Наносят ущерб банановым плантациям.

## Угрозы и охрана
Популяция насчитывает от 7 000 до 10 000 птиц. В 2004 году вид был внесён в Приложение I CITES.